# Holguín (tỉnh)
Holguín là một tỉnh của Cuba, là tỉnh đông dân thứ ba trong cả nước sau thủ đô La Habana và Santiago de Cuba. Tỉnh nằm ở phía "đông bắc" của đất nước. Các thành phố chính của tỉnh gồm thủ phủ Holguín, Banes, Antilla, Mayarí, và Moa. 25% diện tích của tỉnh có rừng che phủ.

## Lịch sử

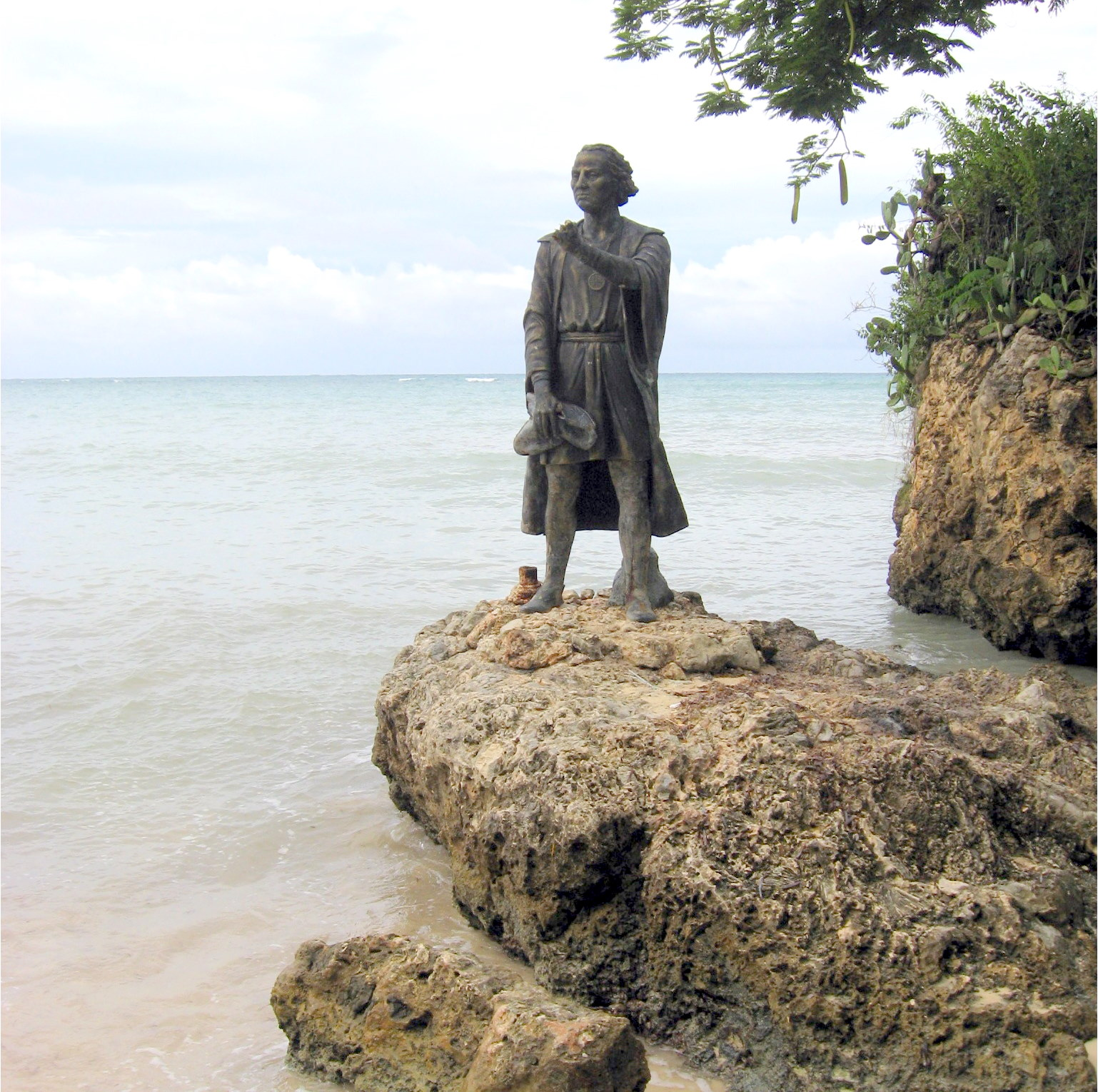
Tượng Cristoforo Colombo gần Guardalavaca

Cristoforo Colombo đã đặt chân tại nơi mà được tin rằng nay là tỉnh Holguín vào ngày 27/10/1492.

## Kinh tế
Giống như các tỉnh khác tại Cuba, kinh tế của tỉnh chủ yếu phụ thuộc vào ngành mía đường, nhưng các loại ngũ cốc như ngô và cà phê hay ngành khai mỏ cũng được phát triển
Du lịch chỉ mới phát triển trong thời gian gần đây, cùng với các khu nghỉ dưỡng ở các vùng ngoại ô, có nhiều khách sạn quanh khu vực Guardalavaca, Playa Pesquero, và Cayo Saetia. The Cuchillas del Toa Khu Dự trữ sinh quyển Công viên quốc gia Sierra Cristal và Công viên quốc gia Alejandro de Humboldt cũng năm một phần trên địa bàn tỉnh.

## Khu tự quản
| Tên gọi         | Dân số (2004) | Diện tích (km²) | Tọa độ                                        |
| --------------- | ------------- | --------------- | --------------------------------------------- |
| Antilla         | 12222         | 100             | 20°50′55″B 75°45′9″T / 20,84861°B 75,7525°T   |
| Báguanos        | 52854         | 806             | 20°45′47″B 76°01′46″T / 20,76306°B 76,02944°T |
| Banes           | 81274         | 781             | 20°58′12″B 75°42′41″T / 20,97°B 75,71139°T    |
| Cacocum         | 42623         | 661             | 20°44′38″B 76°19′27″T / 20,74389°B 76,32417°T |
| Calixto Garcia  | 57867         | 617             | 20°51′15″B 76°36′7″T / 20,85417°B 76,60194°T  |
| Cueto           | 34503         | 326             | 20°38′54″B 75°55′54″T / 20,64833°B 75,93167°T |
| Frank País      | 25621         | 510             | 20°39′53″B 75°16′53″T / 20,66472°B 75,28139°T |
| Gibara          | 72810         | 630             | 21°06′26″B 76°08′12″T / 21,10722°B 76,13667°T |
| Holguín         | 326740        | 666             | 20°53′20″B 76°15′26″T / 20,88889°B 76,25722°T |
| Mayarí          | 105505        | 1307            | 20°39′34″B 75°40′40″T / 20,65944°B 75,67778°T |
| Moa             | 71079         | 730             | 20°38′24″B 74°55′3″T / 20,64°B 74,9175°T      |
| Rafael Freyre   | 50080         | 620             | 21°01′42″B 75°59′47″T / 21,02833°B 75,99639°T |
| Sagua de Tánamo | 52013         | 704             | 20°35′10″B 75°14′30″T / 20,58611°B 75,24167°T |
| Urbano Noris    | 43892         | 846             | 20°36′5″B 76°07′57″T / 20,60139°B 76,1325°T   |

Nguồn: Thống kê dân số năm. Area from 1976 municipal re-distribution.

## Nhân khẩu
Năm 2004, tỉnh Holguin có tổng dân số là 1.029.083 người. với diện tích là 9.292,83 km2 (3.587,98 dặm vuông Anh).